# Sc Heerenveen in het seizoen 2013/14 (vrouwen)
Het seizoen 2013/2014 is het 7e jaar in het bestaan van de Heerenveense vrouwenvoetbalclub sc Heerenveen. De club kwam uit in de Women's BeNe League en heeft deelgenomen aan het toernooi om de KNVB beker.

## Wedstrijdstatistieken

### Women's BeNe League
|       | ADO Den Haag | AFC Ajax | RSC Anderlecht | Antwerp FC | Club Brugge | AA Gent | Lierse SK | OH Leuven | PEC Zwolle | PSV/FC Eindhoven | Standard Luik | Telstar | FC Twente |
| ----- | ------------ | -------- | -------------- | ---------- | ----------- | ------- | --------- | --------- | ---------- | ---------------- | ------------- | ------- | --------- |
| Thuis | 4 – 1        | 2 – 2    | 3 – 0          | 9 – 0      | 4 – 0       | 6 – 1   | 6 – 5     | 4 – 2     | 3 – 2      | 3 – 2            | 2 – 4         | 1 – 3   | 1 – 3     |
| Uit   | 3 – 1        | 3 – 1    | 0 – 3          | 0 – 3      | 0 – 3       | 0 – 4   | 0 – 2     | 3 – 1     | 1 – 1      | 2 – 5            | 3 – 0         | 5 – 0   | 2 – 1     |

### KNVB beker
| Achtste finale                            | S.V. Fortuna Wormerveer | 0 – 8 (0 – ?) | sc Heerenveen |  |
| Plaats: Wormerveer Wateringcomplex        |                         |               | Onbekend      |  |
| Kwartfinale                               | sc Heerenveen           | 2 – 4 (? – ?) | FC Twente     |  |
| Plaats: Heerenveen Sportpark Skoatterwâld | Onbekend                |               | Onbekend      |  |

## Statistieken sc Heerenveen 2013/2014

### Eindstand sc Heerenveen Vrouwen in de Women's BeNe League 2013 / 2014
| Stand | Gespeeld | Gewonnen | Gelijk | Verloren | Punten | Doelpunten voor | Doelpunten tegen | Gele kaarten | Rode kaarten |
| ----- | -------- | -------- | ------ | -------- | ------ | --------------- | ---------------- | ------------ | ------------ |
| 4e    | 26       | 15       | 2      | 9        | 47     | 73              | 47               | 24           | 1            |

### Topscorers
| #      | Naam              | Goal |
| ------ | ----------------- | ---- |
| 1.     | Vivianne Miedema  | 41   |
| 2.     | Sisca Folkertsma  | 7    |
| 2.     | Yvonne Ploeg      | 7    |
| 3.     | Maruschka Waldus  | 6    |
| 4.     | Daniëlle Kuikstra | 4    |
| 4.     | Ingrid Schuiten   | 4    |
| 5.     | Charissa Burgwal  | 2    |
| 6.     | Chelly Drost      | 1    |
| 6.     | Tiny Hoekstra     | 1    |
| 6.     | Bernou Hylkema    | 1    |
| 6.     | Lianne de Vries   | 1    |
| Totaal | Totaal            | 75   |

| #      | Naam                                | Goal |
| ------ | ----------------------------------- | ---- |
| –      | Onbekend (Tegen Fortuna Wormerveer) | 8    |
| –      | Onbekend (Tegen FC Twente)          | 2    |
| Totaal | Totaal                              | 10   |

### Kaarten
| #      | Naam              |    |
| ------ | ----------------- | -- |
| 1.     | Vivianne Miedema  | 4  |
| 2.     | Si Shut Hau       | 3  |
| 2.     | Bernou Hylkema    | 3  |
| 2.     | Daniëlle Kuikstra | 3  |
| 2.     | Yvonne Ploeg      | 3  |
| 2.     | Maruschka Waldus  | 3  |
| 3.     | Charissa Burgwal  | 2  |
| 3.     | Chelly Drost      | 2  |
| 4.     | Lucie Akkerman    | 1  |
| 4.     | Marieke de Boer   | 1  |
| 4.     | Ingrid Schuiten   | 1  |
| 4.     | Devi Venema       | 1  |
| 4.     | Lianne de Vries   | 1  |
| Totaal | Totaal            | 24 |

| #      | Naam        |   |
| ------ | ----------- | - |
| –      | Geen speler | 0 |
| Totaal | Totaal      | 0 |

| #      | Naam          |   |
| ------ | ------------- | - |
| 1.     | Nienke Olthof | 1 |
| Totaal | Totaal        | 1 |